# Curt Gallenkamp
Curt Gallenkamp född 17 februari 1890 i Wesel vid Rhen ca 30 km norr om Duisburg död 13 april 1958 i Wiesbaden. Tysk militär. Gallenkamp befordrades till generalmajor i mars 1938 och till general i artilleriet i april 1942. Han erhöll Riddarkorset av järnkorset i november 1941. Gallenkamp ställdes inför en brittisk krigsrätt i mars 1947 anklagad för mord på brittiska fallskärmsjägare, det s.k. Poitier-fallet. Domstolen dömde honom till döden genom hängning vilket omvandlades till livstids fängelse. Gallenkamp var i brittisk krigsfångenskap augusti 1945 – februari 1952.

## Befäl
- chef för generalstaben vid III. Armeekorps april 1938 – september 1939
- befälhavare för 78. Infanterie-Division september 1939 – september 1941
- till förfogande för överbefälhavaren november 1941 – mars 1942
- befälhavare för LXXX. Armeekorps maj 1942 – augusti 1944
- till förfogande för överbefälhavaren augusti 1944 – april 1945